# フラヴィアン・テ
フラヴィアン・テ（Flavien Tait、1993年2月2日 - ）は、フランス・エソンヌ県ロンジュモー出身のサッカー選手。スュペル・リグ・サムスンスポル所属。ポジションはミッドフィールダー。

## 経歴
2016年6月16日、アンジェSCOと2年契約を結んだ。
2019年7月9日、リーグ・アンのスタッド・レンヌと2022年までの4年契約を締結したことが発表された。
2023年9月6日、サムスンスポルに3年契約で移籍した。